# Утрехтський собор
Кафедральний Домський собор святого Мартіна в Утрехті або Утрехтський собор (нід. De Utrechtse Dom) — протестантський кафедральний собор у нідерландському місті Утрехті, освячений на честь святого Мартіна; визначна пам'ятка готичної архітектури країни ХІІІ—XVI століть.

## Опис
Попри змінюваність протягом століть свого первинного плану та серйозні руйнування у період переходу до протестантизму (приблизно 1578/80 роки) і подальші відбудови у зв'язку з цим, Утрехтський собор є однією з найважливіших готичних пам'яток у Нідерландах. В тому числі і через те, що будівля собору була з ранніх взірців готичної архітектури в країні і є єдиним, що близький по класичної французької готики.
Висота вежі соборної дзвіниці становить 112,32 метрів, що робить її найвищою церковною вежею в Нідерландах, і так само найвищою спорудою в Утрехті.
Від первинного Утрехтського собору сьогодні залишаються фактично лише хори, трансепт і вежа-дзвіниця. 

## Історія

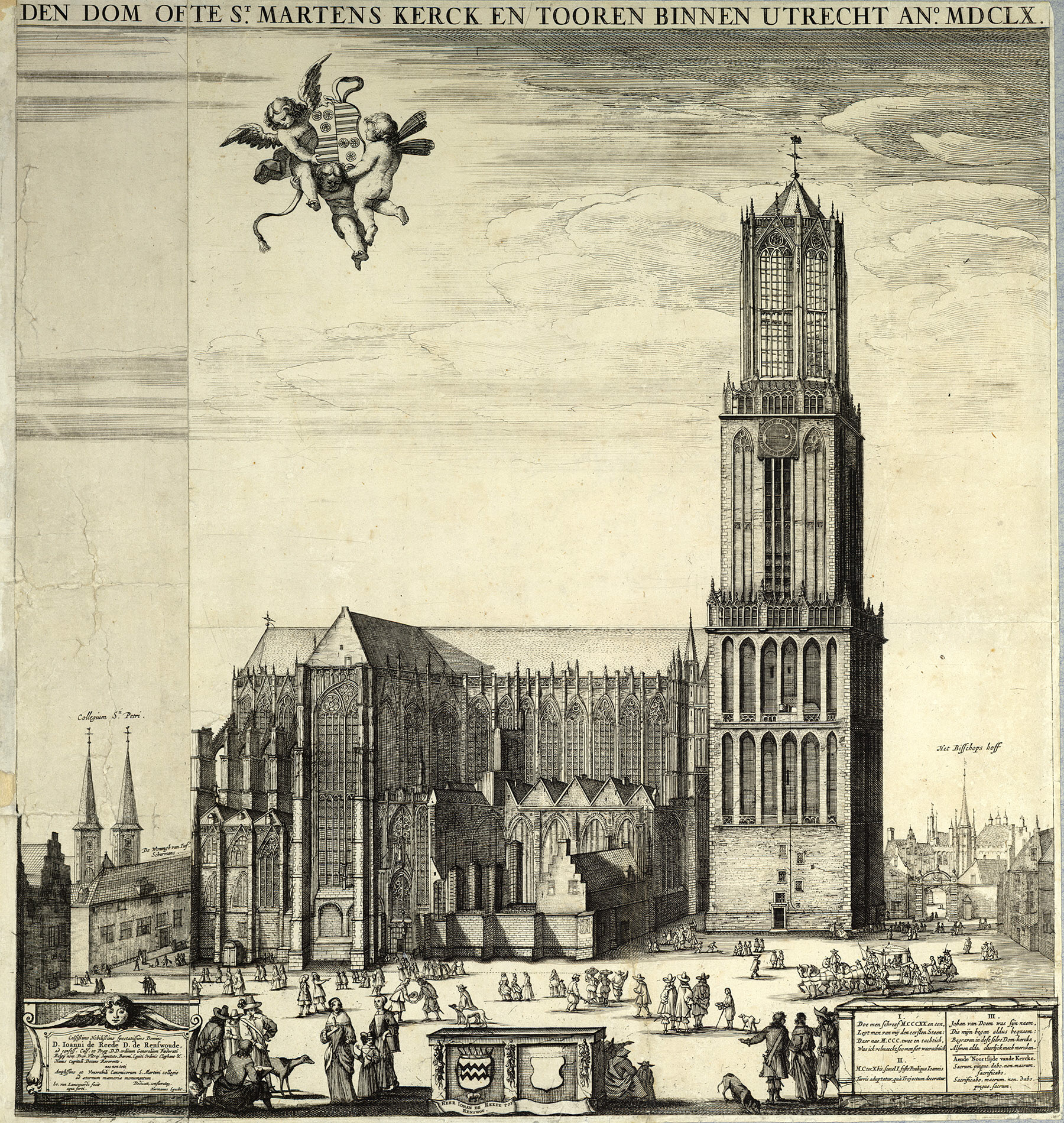
Утрехтський собор у середині XVII століття, зі старої гравюри

Домський католицький собор святого Мартіна в Утрехті будувався починаючи від 1254 року. Як і більшість давніх соборів, Утрехтський зводився на місці ще давнішої романської церкви. Собор будувався як кафедральний храм Утрехтської єпископії і аж до 1559 року був єдиним кафедральним собором на території сучасних Нідерландів (а як соборна будівля узагалі до 1898 року). 
У цілому Утрехтський собор будували поетапно — південна частина (1254—1320), північні хори, вівтарна частина та інше (1320—1400), нава і трансепт (1440—1517).
У 1580 році Реформація взяла гору в Утрехті, і відтоді собор функціонує як протестантський, за винятком часів французької окупації в 1672—73 років, коли в храмі правились католицькі служби.
Центральна частина собору була зруйнована потужним смерчем у 1674 році. У результаті вежа виявилася відокремленою від уцілілої частини собору. Наслідки руйнування були остаточно усунені тільки в 1826 році. 
Імператор Наполеон у 1811 році розділив майно церкви і віддав вежу у відання міста.
До Утрехтського собору належали ще деякі будівлі — зокрема, велика монастирська капітельна зала нині є аулою Утрехтського університету, а в 1579 році тут було прийнято Утрехтську унію. Невелика колонна зала була розібрана на початку ХХ століття.
У ХХ столітті в Утрехтському соборі двічі здійснювалися ретельні реставраційні роботи — у міжвоєнний час (1921—38 роки) і після ІІ Світової війни — у 1979—88 роках.

## Галерея

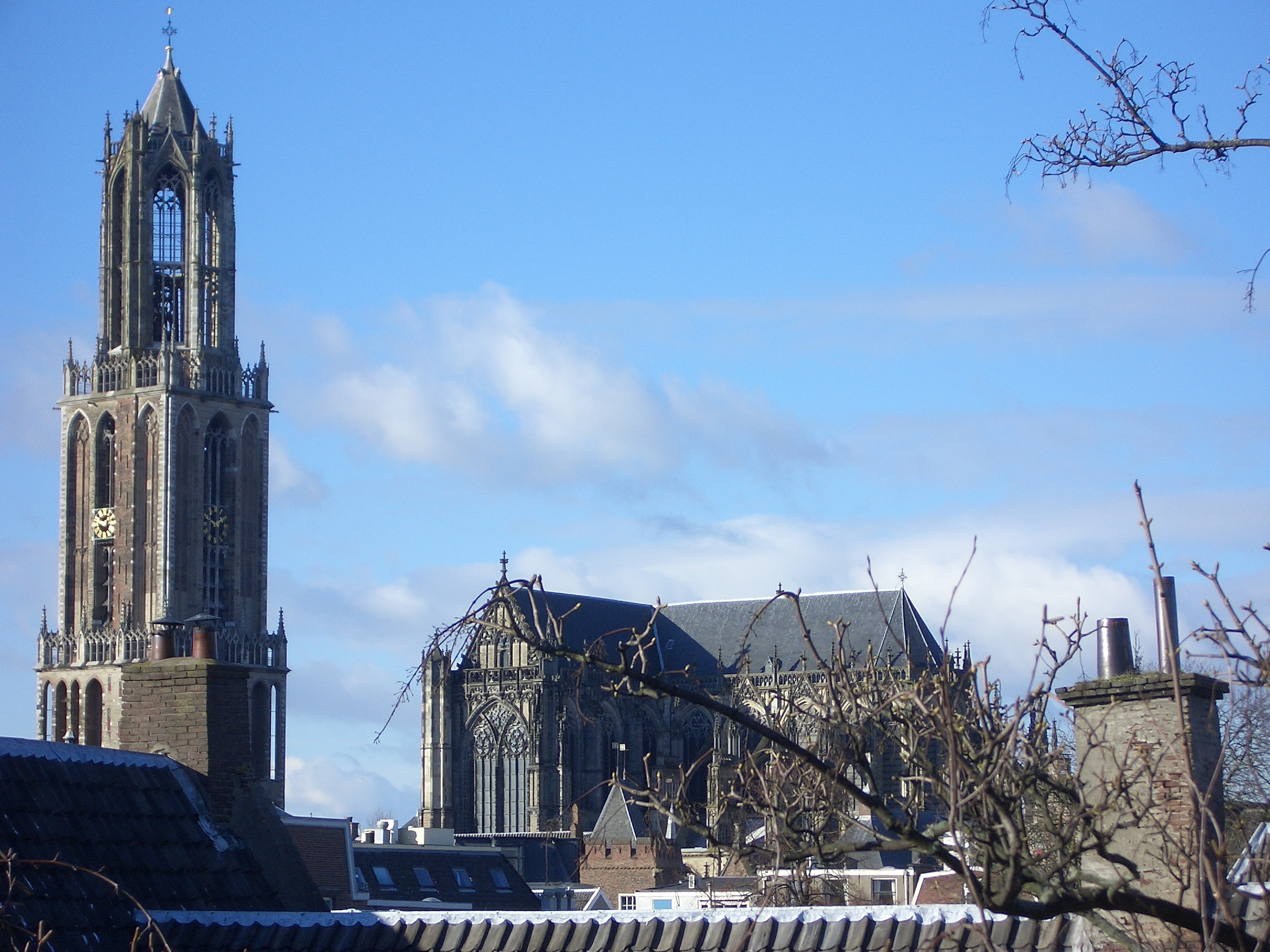
Вид на собор з дахів прилеглих будинків
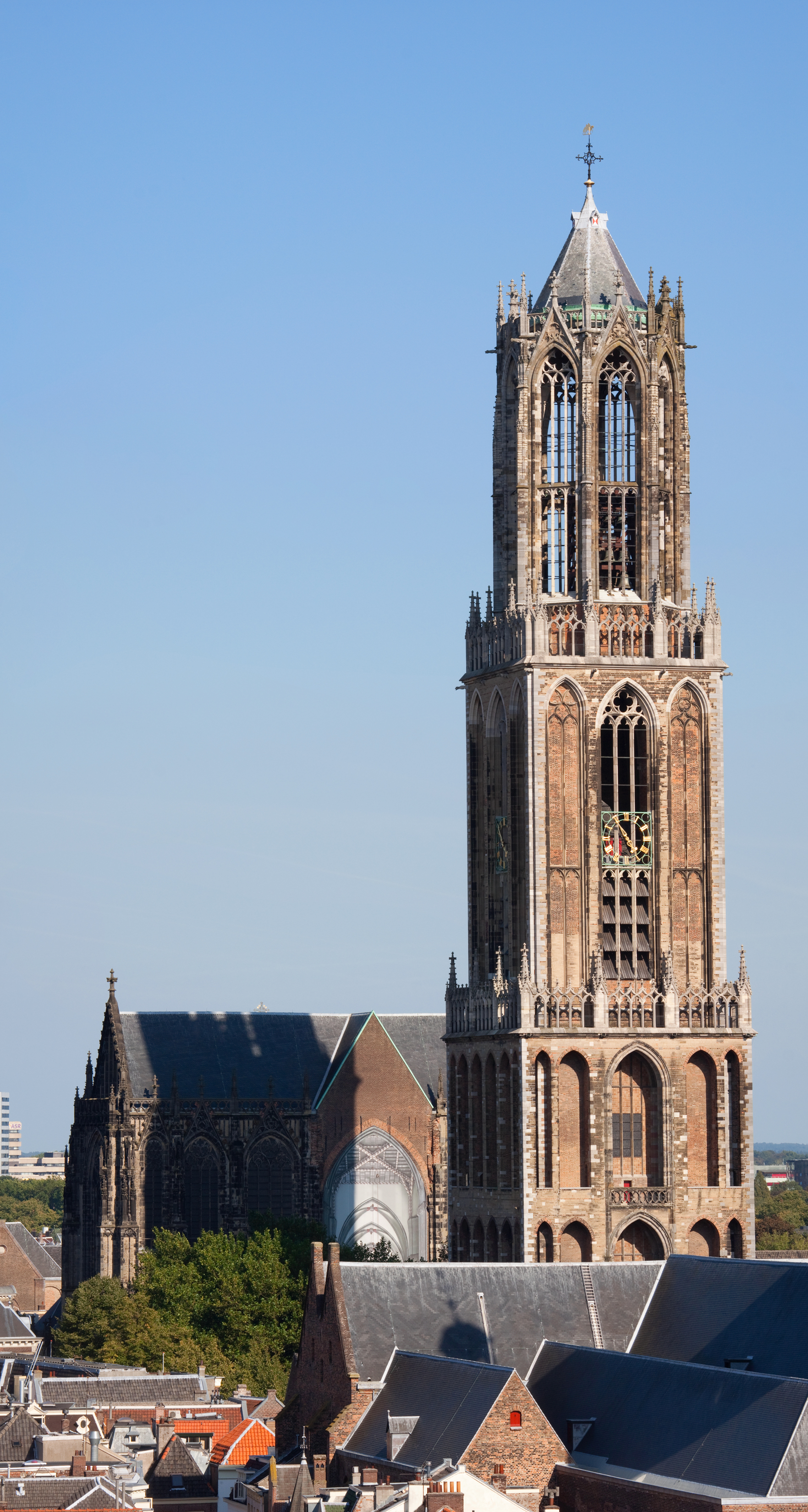
Дзвіниця-башта собору
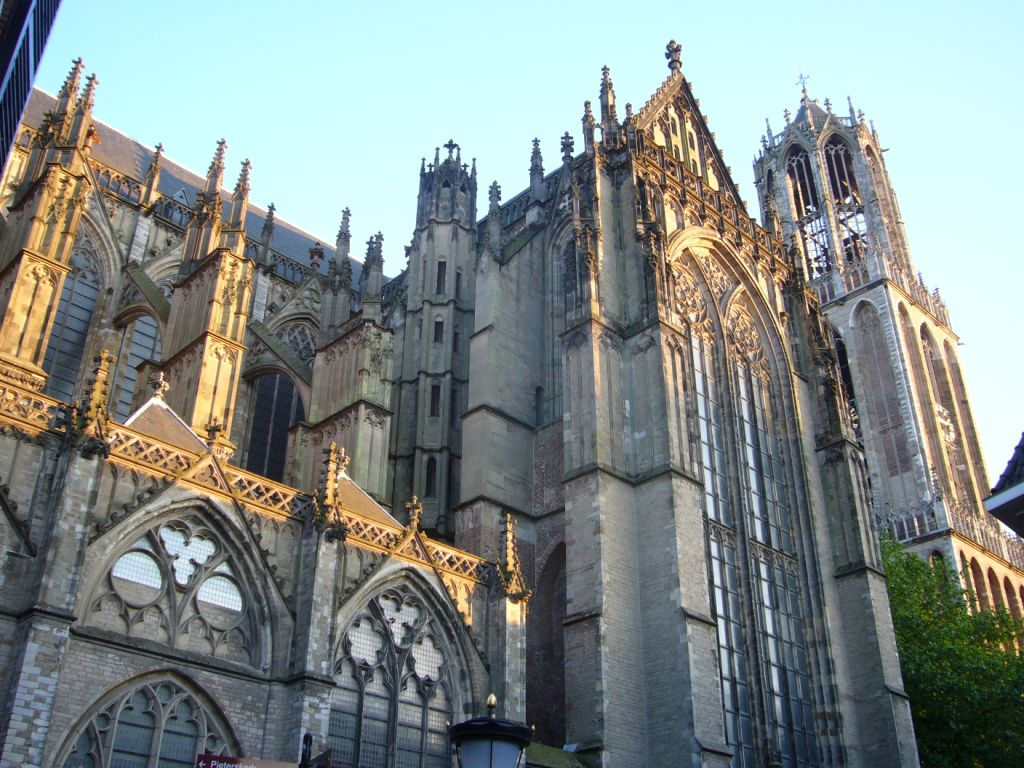
Фрагмент будівлі собору з північного боку
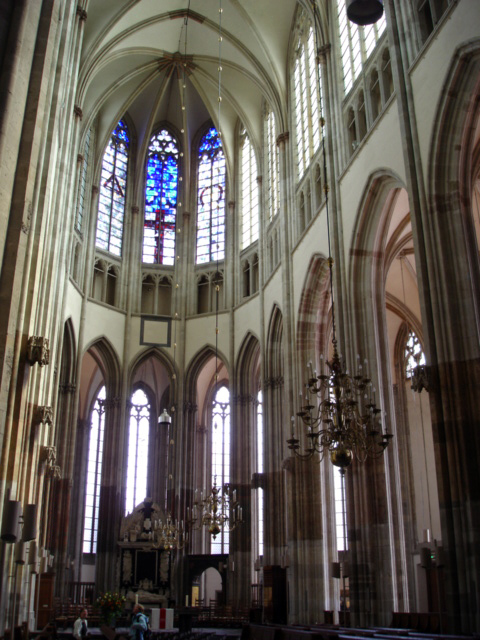
Інтер'єр собору — хори